# Edwardsia islandica
Edwardsia islandica is een zeeanemonensoort uit de familie Edwardsiidae.
Edwardsia islandica is voor het eerst wetenschappelijk beschreven door Carlgren in 1921.